# Enrico Porro
Pour les articles homonymes, voir Porro.
Ne doit pas être confondu avec l'ingénieur italien (1859-1931)
Enrico Porro (né le 16 janvier 1885 à Lodi Vecchio, mort le 14 mars 1967 à Milan) est un lutteur gréco-romain italien.

## Biographie
Enrico Porro obtient la médaille d'or olympique en 1908 à Londres en poids légers.